# Лонпон
Лонпо́н (фр. Longpont) — коммуна во Франции, находится в регионе Пикардия. Департамент коммуны — Эна. Входит в состав кантона Вилле-Котре. Округ коммуны — Суассон.
Код INSEE коммуны — 02438.

## Население
Население коммуны на 2010 год составляло 294 человека.
| 1962 | 1968 | 1975 | 1982 | 1990 | 1999 | 2010 |
| ---- | ---- | ---- | ---- | ---- | ---- | ---- |
| 328  | 311  | 272  | 306  | 298  | 294  | 294  |

## Экономика
В 2010 году среди 195 человек трудоспособного возраста (15—64 лет) 149 были экономически активными, 46 — неактивными (показатель активности — 76,4 %, в 1999 году было 67,0 %). Из 149 активных жителей работали 137 человек (77 мужчин и 60 женщин), безработных было 12 (5 мужчин и 7 женщин). Среди 46 неактивных 20 человек были учениками или студентами, 13 — пенсионерами, 13 были неактивными по другим причинам.

## Достопримечательности
В коммуне находится частично сохранившееся средневековое цистерцианское аббатство Лонпон.